# Harry Frankfurt
Harry Gordon Frankfurt (né le 29 mai 1929 à Langhorne et mort le 16 juillet 2023 à Santa Monica) est un philosophe américain. 

## Biographie
Ses travaux portent principalement sur la philosophie morale, la philosophie de l'esprit et la philosophie de l'action, ainsi que sur le rationalisme du XVIIe siècle. Il est connu pour son interprétation du réalisme de Descartes, sa théorie de la liberté de la volonté basée sur le concept de « volition d'ordre supérieur », sa théorie des devoirs liés à l'amour et au souci, et pour avoir développé ce qu'on appelle les « contre-exemples à la Frankfurt », qui sont des situations dans lesquelles une personne n'aurait pas pu agir autrement qu'elle n'a agi, mais où nous sommes pourtant enclins à juger qu'elle est responsable de son action.
Son essai philosophique sur la notion de « bullshit » (« foutaises ») a été re-publié sous forme d'ouvrage en 2005 et fut un succès inattendu aux États-Unis (l'ouvrage a été traduit en français sous le titre De l'art de dire des conneries, 2006). En 2006 il a publié un ouvrage complémentaire, On Truth, une réflexion sur le désintérêt de nos sociétés pour la vérité.
Harry Frankfurt est professeur émérite de philosophie à l'université de Princeton. Il a enseigné auparavant à l'université Yale et à l'université Rockefeller. Il a obtenu son doctorat en 1954 de l'université Johns-Hopkins.

## Œuvres
- (en) Demons, Dreamers, and Madmen (The Philosophy of Descartes), Bobbs-Merrill, 1970 Traduction française Démons, rêveurs et fous : la défense de la raison dans les Méditations de Descartes, Presses universitaires de France, 1989
- (en) The Importance of What We Care about : Philosophical Essays, Cambridge University Press, 1988
- (en) Necessity, Volition, and Love, Cambridge University Press, 1999
- (en) The Reasons of Love, Princeton University Press, 2004 Traduction française Les Raisons de l'Amour, Circé, 2006, p. 117 pp
- (en) On Bullshit, Princeton University Press, 2005, 67 p., poche (ISBN 978-0-691-12294-6, LCCN 2004058963), p. 80 pp Traduction française De l'art de dire des conneries, 10/18, 2006, 77 p. (ISBN 978-2-264-04332-0), p. 77 pp
- (en) Taking Ourselves Seriously & Getting It Right, Standford (Calif.), Stanford University Press, 2006, 119 p., poche (ISBN 978-0-8047-5298-5, LCCN 2006017978), p. 104 pp
- (en) On Truth, Random House, 2006, 2e éd., 101 p. (ISBN 978-0-307-26422-0, LCCN 2006049553), p. 112 pp Traduction française De la vérité  (trad. de l'anglais), Paris, 10/18, 2008, 89 p. (ISBN 978-2-264-04535-5, OCLC 470902386), p. 89 pp
- (en) On Inequality, Princeton (N.J.), Princeton University Press, 2015, 120 p. (ISBN 978-0-691-16714-5, lire en ligne)